# Talazac
Talazac település Franciaországban, Hautes-Pyrénées megyében. Lakosainak száma 76 fő (2022. január 1.). Talazac Saint-Lézer, Montaner, Pujo és Siarrouy községekkel határos.

## Népesség
A település népessége az elmúlt években az alábbi módon változott:
| Lakosok száma | 68   | 72   | 75   | 76   | 76   | 76   | 76   | 76   | 76   |
|               | 2013 | 2015 | 2016 | 2017 | 2018 | 2019 | 2020 | 2021 | 2022 |